# Ntone Edjabe
Ntone Edjabe (Douala, 1970) è uno scrittore e musicista camerunese.

## Biografia
Ntone Edjabe nasce a Douala in Camerun e si trasferisce poi a Lagos in Nigeria . Nel 1993 interrompe gli studi a Lagos per trasferirsi in Sudafrica. Lavora come giornalista, scrittore, DJ e allenatore di basketball. È cofondatore e manager del Pan African Market nel 1997, uno spazio commerciale e culturale posizionato a Long Street nel centro di Città del Capo. Nel 2002 fonda la rivista Chimurenga. Nel 2004 è facilitatore di Time of the Writer e nel 2007 partecipa alla decima edizione al Centre for Creative Arts dell'Università di KwaZulu-Natal. È cofondatore e membro del collettivo di DJ Fong Kong Bantu Soundsystem. Nel 2009 è Massachusetts Institute of Technology Abramowitz Artist-in-Residence.

## Attività
Dal 2002 Ntone Edjabe è fondatore e direttore della rivista Chimurenga e curatore della serie di pubblicazioni African Cities Reader insieme a Edgar Pieterse. Collabora con radio e pubblicazioni. È copresentatore di Soul Makossa un programma su Bush Radio 89.5, una stazione radiofonica di Cape Town. È il curatore insieme a Neo Muyanga della Pan African Space Station (PASS). Tra le pubblicazioni alla quali contribuisce Politique Africaine, L'Autre Afrique, BBC Focus on Africa.

### Saggi e articoli
- In Search of the Lost Rhythm in "Coffeebeans Routes cc", Cape Town,
- Restate the focus to shape local polemic in "Artthrob", n. 71, 07/2003.
- Corps ville violence: Why blackman dey carry shit in  Politique africaine, Issue 100 Cosmopolis: de la ville, de l'Afrique et du monde, a cura di Dominique Malaquais, Karthala Editions, 2006.